# Chyże (województwo lubelskie)
Chyże – wieś w Polsce położona w województwie lubelskim, w powiecie tomaszowskim, w gminie Bełżec.
W latach 1934–1954 – jako przysiółek Kadłubisk – w gminie Lipsko: 1934–39 w powiecie lubaczowskim w woj. lwowskim, 1939–1945 w powiecie zamojskim w dystrykcie lubelskim Generalnego Gubernatorstwa, 1945–1954 w powiecie lubaczowskim w woj. rzeszowskim. W latach 1954–1972 w gromadzie Bełżec w powiecie tomaszowskim w woj. lubelskim. W latach 1973–1991 w gminie Tomaszów Lubelski – 1973–1975 w powiecie tomaszowskim w woj. lubelskim, a w 1975–1998 w  województwie zamojskim. Od 1 stycznia 1992 w gminie Bełżec. Od 1999 ponownie w powiecie tomaszowskim w nowym województwie lubelskim.
Wieś jest sołectwem w gminie Bełżec. Według Narodowego Spisu Powszechnego z roku 2011 wieś liczyła 369 mieszkańców.
Wierni Kościoła rzymskokatolickiego należą do parafii Matki Bożej Królowej Polski w Bełżcu.

## Zobacz też

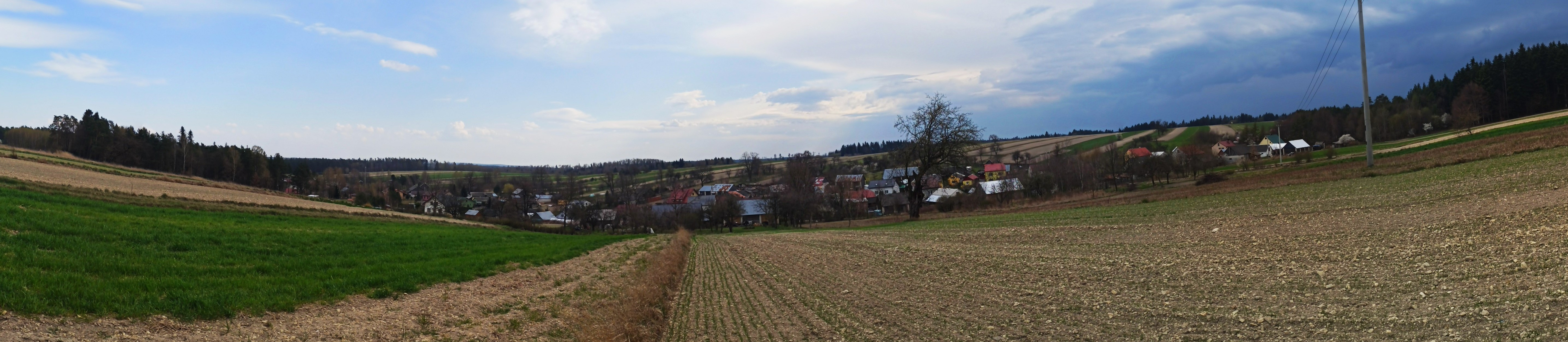
Panorama Chyżów

## Atrakcje turystyczne
- Kapliczka św. Antoniego w Chyżach
- Centralny Szlak Rowerowy Roztocza